# Asienspiele 2018/Radsport
| Medaillenspiegel Radsport (nach 24 von 24 Entscheidungen) | Medaillenspiegel Radsport (nach 24 von 24 Entscheidungen) | Medaillenspiegel Radsport (nach 24 von 24 Entscheidungen) | Medaillenspiegel Radsport (nach 24 von 24 Entscheidungen) | Medaillenspiegel Radsport (nach 24 von 24 Entscheidungen) | Medaillenspiegel Radsport (nach 24 von 24 Entscheidungen) |
| Platz                                                     | Land                                                      | Gold                                                      | Silber                                                    | Bronze                                                    | Gesamt                                                    |
| --------------------------------------------------------- | --------------------------------------------------------- | --------------------------------------------------------- | --------------------------------------------------------- | --------------------------------------------------------- | --------------------------------------------------------- |
| 01                                                        | Volksrepublik China                                       | 6                                                         | 5                                                         | 2                                                         | 13                                                        |
| 02                                                        | Südkorea                                                  | 6                                                         | 3                                                         | 4                                                         | 13                                                        |
| 03                                                        | Japan                                                     | 3                                                         | 5                                                         | 6                                                         | 14                                                        |
| 04                                                        | Hongkong                                                  | 3                                                         | 4                                                         | 1                                                         | 8                                                         |
| 05                                                        | Indonesien                                                | 2                                                         | —                                                         | 1                                                         | 3                                                         |
| 06                                                        | Kasachstan                                                | 2                                                         | —                                                         | 3                                                         | 5                                                         |
| 07                                                        | Thailand                                                  | 1                                                         | 2                                                         | 3                                                         | 6                                                         |
| 08                                                        | Malaysia                                                  | 1                                                         | 1                                                         | 1                                                         | 3                                                         |
| 09                                                        | Chinesisch Taipeh                                         | —                                                         | 2                                                         | 1                                                         | 3                                                         |
| 10                                                        | Usbekistan                                                | —                                                         | 1                                                         | —                                                         | 1                                                         |
| 11                                                        | Philippinen                                               | —                                                         | —                                                         | 1                                                         | 1                                                         |
| Total                                                     | Total                                                     | 24                                                        | 24                                                        | 24                                                        | 72                                                        |

Bei den Asienspielen 2018 in Jakarta, Indonesien wurden vom 20. bis 31. August 2018 24 Wettbewerbe im Radsport ausgetragen, je 12 für Frauen und Männer.

## Straßenradsport
Straßenrennen und Einzelzeitfahren von Männern und Frauen fanden zwischen dem 22. und 24. August 2018 statt.

### Männer
Straßenrennen (150 km)
| Platz | Land | Athlet                   | Zeit (h) |
| ----- | ---- | ------------------------ | -------- |
| 1     | KAZ  | Alexei Luzenko           | 3:25:25  |
| 2     | JPN  | Fumiyuki Beppu           | gl. Zeit |
| 3     | THA  | Liphongyu Navuti         | gl. Zeit |
| 4     | THA  | Peerapol Chawchiangkwang | gl. Zeit |
| 5     | JPN  | Hideto Nakane            | + 15 s   |
| 6     | KOR  | Kyunggu Jang             | + 27 s   |
| 7     | THA  | Thanakhan Chaiyasombat   | + 29 s   |
| 8     | IRI  | Saeid Safarzadeh         | + 35 s   |
| 9     | INA  | Aiman Cahyadi            | + 36 s   |
| 10    | INA  | Robin Manullang          | + 36 s   |

Einzelzeitfahren (40 km)
| Platz | Land | Athlet                       | Zeit (min) |
| ----- | ---- | ---------------------------- | ---------- |
| 1     | KAZ  | Alexei Luzenko               | 33:37,13   |
| 2     | UZB  | Murodjon Xolmurodov          | + 1:33,39  |
| 3     | JPN  | Fumiyuki Beppu               | + 1:42,07  |
| 4     | KOR  | Choe Hyeong-min              | + 1:59,25  |
| 5     | TPE  | Chun Kai Feng                | + 2:42,06  |
| 6     | IRI  | Arvin Moazzemi               | + 3:19,20  |
| 7     | INA  | Aiman Cahyadi                | + 3:59,10  |
| 8     | CHN  | Shi Hang                     | + 6:01,58  |
| 9     | THA  | Thurakit Boonratanathanakorn | + 6:16,68  |
| 10    | HKG  | Ka Hoo Fung                  | + 6:52,53  |

### Frauen
Straßenrennen (100 km)
| Platz | Land | Athletin                 | Zeit (h) |
| ----- | ---- | ------------------------ | -------- |
| 1     | KOR  | Na Ah-reum               | 2:55:47  |
| 2     | CHN  | Pu Yixian                | + 1:20   |
| 3     | JPN  | Eri Yonamine             | + 1:20   |
| 4     | CHN  | Yang Qianyu              | + 1:22   |
| 5     | VIE  | Nguyễn Thị Thật          | + 1:48   |
| 6     | CHN  | Sun Jiajun               | + 1:52   |
| 7     | IRI  | Mandana Dehghan Manshadi | + 1:53   |
| 8     | KOR  | Lee Ju-mi                | + 1:53   |
| 9     | THA  | Phetdarin Somrat         | + 2:07   |
| 10    | KAZ  | Natalya Saifutdinova     | + 2:07   |

Einzelzeitfahren (40 km)
| Platz | Land | Athletin                 | Zeit (min) |
| ----- | ---- | ------------------------ | ---------- |
| 1     | KOR  | Na Ah-reum               | 31:57,10   |
| 2     | JPN  | Eri Yonamine             | + 0,16     |
| 3     | HKG  | Wing Yee Leung           | + 2:25,05  |
| 4     | CHN  | Liang Hongyu             | + 2:52,92  |
| 5     | THA  | Phetdarin Somrat         | + 2:54,48  |
| 6     | IRI  | Mandana Dehghan Manshadi | + 3:09,91  |
| 7     | TPE  | Huang Ting-ying          | + 3:17,54  |
| 8     | INA  | Yanthi Fuchianty         | + 3:48,93  |
| 9     | KAZ  | Natalya Saifutdinova     | + 4:26,71  |
| 10    | SGP  | Choo Ling Er             | + 4:37,06  |

## Bahnradsport
Die Bahnwettbewerbe fanden vom 27. bis 31. August 2018 im Jakarta International Velodrome statt.

### Männer

#### Sprint
| Platz | Land | Athlet              | Läufe    |
| 1     | MAS  | Azizulhasni Awang   | (1), (2) |
| 2     | JPN  | Tomohiro Fukaya     |          |
| 3     | KOR  | Im Chae-bin         | (1), (3) |
| 4     | MAS  | Shah Firdaus Sahrom | (2)      |

Das Finale wurde am 30. August ausgetragen.

#### Keirin
| Platz | Land | Athlet            |
| ----- | ---- | ----------------- |
| 1     | THA  | Jai Angsuthasawit |
| 2     | JPN  | Yudai Nitta       |
| 3     | MAS  | Azizulhasni Awang |
| 4     | KOR  | Im Chae-bin       |
| 5     | JPN  | Yūta Wakimoto     |
| 6     | CHN  | Xu Chao           |

Das Finale wurde am 31. August ausgetragen.

#### Teamsprint
| Platz | Land | Athleten                                                         | Zeit   |
| ----- | ---- | ---------------------------------------------------------------- | ------ |
| 1     | CHN  | Li Jianxin Xu Chao Zhou Yu                                       | 44,160 |
| 2     | MAS  | Azizulhasni Awang Shah Firdaus Sahrom Muhammad Fadhil Mohd Zonis | 44,598 |
| 3     | JPN  | Kazuki Amagai Yudai Nitta Tomohiro Fukaya                        | 43,899 |
| 4     | KOR  | Son Je-yong Seok Hye-yun Im Chae-bin                             | 43,976 |

Das Finale wurde am 27. August ausgetragen.

#### Einerverfolgung
| Platz | Land | Athlet          | Zeit      |
| ----- | ---- | --------------- | --------- |
| 1     | KOR  | Park Sang-hoon  |           |
| 2     | JPN  | Ryo Chikatani   | eingeholt |
| 3     | KAZ  | Artjom Sacharow |           |
| 4     | KOR  | Ko Siu-wai      | eingeholt |

Das Finale wurde am 29. August ausgetragen.

#### Mannschaftsverfolgung
| Platz | Land | Athleten                                                                 | Zeit      |
| ----- | ---- | ------------------------------------------------------------------------ | --------- |
| 1     | CHN  | Xue Chaohua Guo Liang Qin Chenlu Shen Pingan                             | 4:03,790  |
| 2     | HKG  | Leung Ka-yu Leung Chun-wing Cheung King-lok Mow Ching-yin                | 4:10,368  |
| 3     | JPN  | Shogo Ichimaru Shunsuke Imamura Eiya Hashimoto Ryo Chikatani             |           |
| 4     | KAZ  | Assylkhan Turar Sultanmurat Miralijew Nikita Panassenko Alisher Zhumakan | eingeholt |

Das Finale wurde am 28. August ausgetragen. In der Qualifikation stellte der koreanische Vierer mit 3:56,247 einen neuen asiatischen Rekord auf und verbesserte damit Rekord Japans von 3:57,802 Sekunden, der im Februar bei den asiatischen Meisterschaften aufgestellt worden war. In der ersten Runde konnte das koreanische Team das Rennen wegen eines Sturzes nicht beenden.

#### Omnium
| Platz | Land | Athlet                            | Punkte |
| ----- | ---- | --------------------------------- | ------ |
| 1     | JPN  | Eiya Hashimoto                    | 119    |
| 2     | TPE  | Leung Chun-wing                   | 114    |
| 3     | KAZ  | Artjom Sacharow                   | 112    |
| 4     | IRN  | Mohammad Ganjkhanlou              | 108    |
| 5     | CHN  | Jiang Zhihui                      | 102    |
| 6     | KOR  | Shin Dong-in                      | 97     |
| 7     | MAC  | Long San Lao                      | 84     |
| 8     | UZB  | Murodjon Xolmurodov               | 83     |
| 9     | MGL  | Sainbajaryn Dschambaldschamts     | 79     |
| 10    | UAE  | Yousif Mohamed Ahmed M. Alhammadi | 74     |

Das Finale wurde am 30. August getragen.

#### Zweier-Mannschaftsfahren
| Platz | Land | Athleten                               | Punkte |
| ----- | ---- | -------------------------------------- | ------ |
| 1     | HKG  | Leung Chun-wing Cheung King-lok        | 59     |
| 2     | KOR  | Im Jae-yeon Park Sang-hoon             | 53     |
| 3     | JPN  | Eiya Hashimoto Shunsuke Imamura        | 28     |
| 4     | KAZ  | Assylkhan Turar Sultanmurat Miralijew  | 13     |
| 5     | UZB  | Andrei Izmaylow Murodjon Xolmurodov    | - 8    |
| 6     | CHN  | Guo Liang Qin Chenlu                   | - 9    |
| 7     | INA  | Projo Waseso Bernard Benyamin Van Aert | - 12   |
| 8     | IRA  | Mehdi Sohrabi Mohammad Rajablou        | - 22   |
| 9     | UAE  | Yousif Alhammadi Ahmed Al Mansoori     | - 35   |

Das Finale wurde am 31. August getragen.

### Frauen

#### Sprint
| Platz | Land | Athletin      | Läufe    |
| 1     | HKG  | Lee Wai-sze   | (1), (2) |
| 2     | KOR  | Lee Hye-jin   |          |
| 3     | KOR  | Cho Sun-young | (2), (3) |
| 4     | CHN  | Zhong Tianshi | (1)      |

Das Finale wurde am 31. August ausgetragen.

#### Keirin
| Platz | Land | Athletin            |
| ----- | ---- | ------------------- |
| 1     | HKG  | Lee Wai-sze         |
| 2     | KOR  | Lee Hye-jin         |
| 3     | CHN  | Zhong Tianshi       |
| 4     | HKG  | Jessica Lee Hoi-yan |
| 5     | KOR  | Cho Sun-young       |
| 6     | CHN  | Lin Junhong         |

Das Finale wurde am 28. August ausgetragen.

#### Teamsprint
| Platz | Land | Athletinnen                | Zeit   |
| ----- | ---- | -------------------------- | ------ |
| 1     | CHN  | Lin Junhong Zhong Tianshi  | 33,118 |
| 2     | HKG  | Ma Wing Yu Li Yin Yin      | 35,024 |
| 3     | KOR  | Kim Won-gyeong Lee Hye-jin | 33,476 |
| 4     | JPN  | Kayono Maeda Riyu Ohta     | 33,911 |

Das Finale wurde am 27. August ausgetragen.

#### Einerverfolgung
| Platz | Land | Athletin               | Zeit      |
| ----- | ---- | ---------------------- | --------- |
| 1     | KOR  | Lee Ju-mi              |           |
| 2     | CHN  | Wang Hong              | eingeholt |
| 3     | TPE  | Huang Ting-ying        | 3:45,449  |
| 4     | INA  | Ayustina Delia Priatna | 3:49,960  |

Das Finale wurde am 30. August ausgetragen.

#### Mannschaftsverfolgung
| Platz | Land | Athletinnen                                                 | Zeit      |
| ----- | ---- | ----------------------------------------------------------- | --------- |
| 1     | KOR  | Kim You-ri Kim Hyunji Na Ah-reum Lee Ju-mi                  | 4:23,652  |
| 2     | CHN  | Chen Qiaolin Wang Xiaofei Wang Hong Liu Jiali               | eingeholt |
| 3     | JPN  | Yūmi Kajihara Kisato Nakamura Miha Yoshikawa Yuya Hashimoto |           |
| 4     | HKG  | Leung Wing Yee Diao Yiaojuan Leung Bo Yee Yang Qianyu       | eingeholt |

Das Finale wurde am 28. August ausgetragen. Dabei stellte die siegreiche koreanische Mannschaft mit 4:23,652 min einen neuen Asienspiele-Rekord auf.

#### Omnium
| Platz | Land | Athletin               | Punkte |
| ----- | ---- | ---------------------- | ------ |
| 1     | JPN  | Yūmi Kajihara          | 138    |
| 2     | TPE  | Huang Ting-ying        | 126    |
| 3     | KOR  | Kim You-ri             | 121    |
| 4     | MAS  | Jupha Som Net          | 118    |
| 5     | CHN  | Wang Xiaofei           | 116    |
| 6     | INA  | Ayustina Delia Priatna | 106    |
| 7     | UZB  | Renata Baimetowa       | 104    |
| 8     | THA  | Jutatip Maneephan      | 91     |
| 9     | SGP  | Luo Yiwei              | 57     |
| 10    | MAC  | Au Hoi Ian             | 36     |

Das Finale wurde am 29. August getragen.

#### Zweier-Mannschaftsfahren
| Platz | Land | Athletinnen                                        | Punkte |
| ----- | ---- | -------------------------------------------------- | ------ |
| 1     | KOR  | An Seon-jin Kim You-ri                             | 76     |
| 2     | HKG  | Pang Yao Yang Qianyu                               | 61     |
| 3     | CHN  | Liu Jiali Wand Xiaofei                             | 31     |
| 4     | JPN  | Yuya Hashimoto Yūmi Kajihara                       | 14     |
| 5     | THA  | Jutatip Maneephan Supuksorn Nuntana                | 13     |
| 6     | INA  | Ayustina Delia Priatna Liontin Evangelina Setiawan | - 14   |

Das Finale wurde am 31. August getragen.

## Mountainbike

### Männer
Cross Country
| Platz | Land | Athlet                 | Zeit (h) |
| ----- | ---- | ---------------------- | -------- |
| 1     | CHN  | Ma Hao                 | 1:34,58  |
| 2     | CHN  | Lyu Xianjing           | +1:04    |
| 3     | KAZ  | Kirill Kasanzew        | +2:32    |
| 4     | IRI  | Faraz Shorki           | +2:56    |
| 5     | IRI  | Mohammad Poursharif    | +5:50    |
| 6     | JPN  | Toki Sawada            | +6:12    |
| 7     | THA  | Pariwat Tanlek         | +6:27    |
| 8     | KAZ  | Schakir Adilow         | +6:33    |
| 9     | INA  | Rafika Mokhamad Farisi | +9:43    |
| 10    | KOR  | Kwon Soon-woo          | +7:05    |

Das Rennen wurde am 21. August ausgetragen.
Downhill
| Platz | Land | Athlet              | Zeit         |
| ----- | ---- | ------------------- | ------------ |
| 1     | INA  | Khoiful Mukhib      | 2:16,687 min |
| 2     | TPE  | Chiang Sheng-shan   | +1,497 s     |
| 3     | THA  | Suebsakun Sukchanya | +1,762 s     |
| 4     | THA  | Chinnapat Sukchanya | +3,717 s     |
| 5     | IRI  | Hossein Zanjanian   | +4,936 s     |
| 6     | PHI  | John Derick Farr    | +7,860 s     |
| 7     | NEP  | Rajesh Magar        | +11,851 s    |
| 8     | TLS  | Matias Li           | +40,485 s    |
|       | INA  | Popo Ariyo Sejati   | DNF          |

Das Rennen wurde am 20. August ausgetragen.

### Frauen
Cross Country
| Platz | Land | Athletin           | Zeit (h) |
| ----- | ---- | ------------------ | -------- |
| 1     | CHN  | Yao Bianwa         | 1:12:17  |
| 2     | CHN  | Li Hongfeng        | +4:39    |
| 3     | THA  | Natalie Panyawan   | +5:54    |
| 4     | IRI  | Faranak Parto Azar | +9:07    |
| 5     | TPE  | Tsai Ya-yu         | +10:36   |
| 6     | THA  | Sirilock Warapiang | +14:05   |
| 7     | INA  | Rohidah Rohidah    | +16:23   |
| 8     | INA  | Noviana Noviana    | −1 Runde |
| 9     | TPE  | Chou Pei-ni        | −1 Runde |
| 10    | NEP  | Laxmi Magar        | −1 Runde |

Das Rennen wurde am 21. August ausgetragen.
Downhill
| Platz | Land | Athletin                | Zeit          |
| ----- | ---- | ----------------------- | ------------- |
| 1     | INA  | Tiara Andini Prastika   | 2:33,056 min  |
| 2     | THA  | Vipavee Deekaballes     | +9,598 s      |
| 3     | INA  | Nining Porwaningsih     | +9,608 s      |
| 4     | THA  | Siraphatson Chatkamnoed | +11,692 s     |
| 5     | TPE  | Chou Pei-ni             | +13,460 s     |
| 6     | PHI  | Lea Denise Belgira      | +22,693 s     |
| 7     | VIE  | Quàng Thị Soan          | +26,587 s     |
| 8     | MGL  | Cabral Marques          | +1:50,761 min |

Das Rennen wurde am 20. August ausgetragen.

## BMX

### Männer
| Platz | Land | Athlet                 | Zeit (s) |
| ----- | ---- | ---------------------- | -------- |
| 1     | JPN  | Yoshitaku Nagasako     | 33,669   |
| 2     | INA  | Gusti Bagus Saputra I  | 34,314   |
| 3     | PHI  | Daniel Patrick Caluag  | 35,842   |
| 4     | CHN  | Sun Yue                | 36,094   |
| 5     | INA  | Toni Syarifudin        | 36,761   |
| 6     | KOR  | Jukia Yoshimura        | 38,334   |
| 7     | THA  | Sitthichok Kaewsrikhao | 40,094   |
| 8     | CHN  | Li Xiaogang            | 43,752   |

Das Rennen wurde am 25. August ausgetragen.

### Frauen
| Platz | Land | Athlet                   | Zeit (s)     |
| ----- | ---- | ------------------------ | ------------ |
| 1     | CHN  | Zhang Yaru               | 39,643       |
| 2     | THA  | Chutikan Kitwanitsathian | 40,379       |
| 3     | INA  | Wiji Lestari             | 40,788       |
| 4     | THA  | Chamavee Kerdmanee       | 42,471       |
| 5     | PHI  | Sienna Elaine Fines      | 43,663       |
| 6     | INA  | Cupi Nopianti            | 44,083       |
| 7     | CHN  | Lu Yan                   | 1:17,451 min |
| 8     | JPN  | Sae Hatakeyama           | 1:27,372 min |

Das Rennen wurde am 25. August ausgetragen.